# Gospođa Dalloway
Gospođa Dalloway (engl. Mrs Dalloway), najpoznatiji roman engleske književnice Virginije Woolf, objavljen 1925. Karakterizira ga pripovijedanje modernističkom tehnikom struje svijesti. Tematski vezan uz višu klasu, kroz fragmentarnu perspektivu dvoje glavnih likova oslikava englesko društvo nakon Prvog svjetskog rata, koje se mijenja zbog modernizacije, sa zamjetnim političkim, klasnim, ekonomskim i rodnim napetostima.

## Radnja
Radnja se odvija tijekom jednog dana u Londonu, a klasičnog zapleta gotovo da i nema. Woolf prikazuje dan u životu dvoje protogonista - Clarisse Dalloway, supruge britanskog zastupnika u parlamentu, te ratnog veterana Septimusa Warrena Smitha koji pati od posttraumatskog stresa.  Nizom modernističkih postupaka uspješno kreira dojam ulaska u njihove misli, osjetila i sjećanja.
Naslovna junakinja je pripadnica više klase i majka odrasle kćeri, a toga dana priprema zabavu za ugledne goste. Sputana društvenim normama, razmišlja bi li joj život bio drugačiji da je umjesto udaje za društveno poželjnog Richarda Dallowaya ušla u vezu s nekadašnjom ljubavi Peterom Walshem koji je tog jutra posjećuje, ili s odvažnom prijateljicom iz mladenačkih dana Sally Seton koja kasnije dolazi na zabavu. U drugoj fabularnoj liniji, Septimus Warren Smith provodi dan u parku sa suprugom Lucrezijom, gdje ih promatra Peter Walsh. Septimus pati od čestih halucinacija vezanih uz prijatelja Evansa koji je poginuo u Prvom svjetkom ratu. Saznaje da ga planiraju smjestiti u duševnu bolnicu te se baca s prozora. Kasnije, na zabavi u kući Dalloway, gđa Bradshaw donosi vijesti o njegovom samoubojstvu. Clarissa je potresena, no istovremeno se divi Septimusovom hrabrom i iskrenom činu.

## Vanjske poveznice
- Tatjana Barat, Klasik mjeseca: Gospođom Dalloway Virginia Woolf pokrenula tzv. žensko pismo, citajknjigu.com, 2018.  Arhivirana inačica izvorne stranice od 9. studenoga 2020. (Wayback Machine)